# Куин, Джереми
Джереми Марк Куин (англ. Jeremy Mark Quin; род. 24 сентября 1968, Эйлсбери) — британский политик-консерватор, министр канцелярии Кабинета, генеральный казначей (2022—2023).

## Биография
Сын торговца сельхозпродуктами, который позднее принял сан англиканского священника, и учительницы начальных классов в государственной школе. Джереми Куин изучал историю в Оксфордском университете. Работал в руководстве отделений Консервативной партии в Оксфордшире и Бакингемшире. В 2015 году избран в Палату общин.
С 2018 года работал в офисе главного парламентского организатора консерваторов, в июле 2019 года назначен на эту должность (пост парламентского организатора большинства занимает Контролёр Двора). В декабре 2019 года стал парламентским секретарём канцелярии Кабинета, отвечая за вопросы торговой политики и других межведомственных программ. В 2020—2022 годах являлся младшим министром по оборонным закупкам, 7 сентября 2022 года назначен в Хоум-офис младшим министром борьбы с преступностью, по делам полиции и пожарной охраны.
25 октября 2022 года по завершении политического кризиса был сформирован кабинет Риши Сунака, в котором Куин назначен министром канцелярии Кабинета и генеральным казначеем с правом участия в заседаниях правительства.
13 ноября 2023 года в ходе серии кадровых перемещений в правительстве исключён из состава Кабинета.